# Domoszló
Domoszló es un pueblo ubicado en el distrito de Gyöngyös, en el condado de Heves, Hungría.

## Superficie
Posee una superficie de 40,22 kilómetros cuadrados.

## Demografía
Hasta 2019 la población era de 1902 habitantes, con una densidad de población de 47,29 habitantes por kilómetro cuadrado.